# Hans Werner Henze
Hans Werner Henze, född 1 juli 1926 i Gütersloh i Nordrhein-Westfalen, död 27 oktober 2012 i Dresden i Sachsen, var en tysk tonsättare. Hans många verk är extremt varierade i stil, efter att ha påverkats av serialism, atonalitet, Stravinskij, italiensk musik, arabisk musik och jazz, liksom traditionella skolor av tysk komposition. I synnerhet återspeglar hans sceniska verk "hans konsekventa bruk av musik för teatern under hela sitt liv".
Henze var också känd för sin politiska övertygelse. Han lämnade Tyskland för Italien 1953 på grund av en upplevd intolerans mot hans vänsterpolitik och homosexualitet. Senare bosatte han sig i byn Marino i den centrala italienska regionen Lazio, och under sina sista år reste han fortfarande mycket, särskilt till Storbritannien och Tyskland, som en del av sitt arbete. Henze var en uttalad marxist och medlem av det italienska kommunistpartiet och producerade kompositioner som hedrade Ho Chi Minh och Che Guevara. Vid premiären i Hamburg 1968 av hans requiem för Che Guevara, med titeln Das Floß der Medusa (Medusas flotte), utlöste placeringen av en röd flagga på scenen ett upplopp och flera personer arresterades, inklusive librettisten. Henze tillbringade ett år mellan 1969 och 1970 med att undervisa på Kuba.

## Biografi

### Barndom och ungdomsår fram till 1945

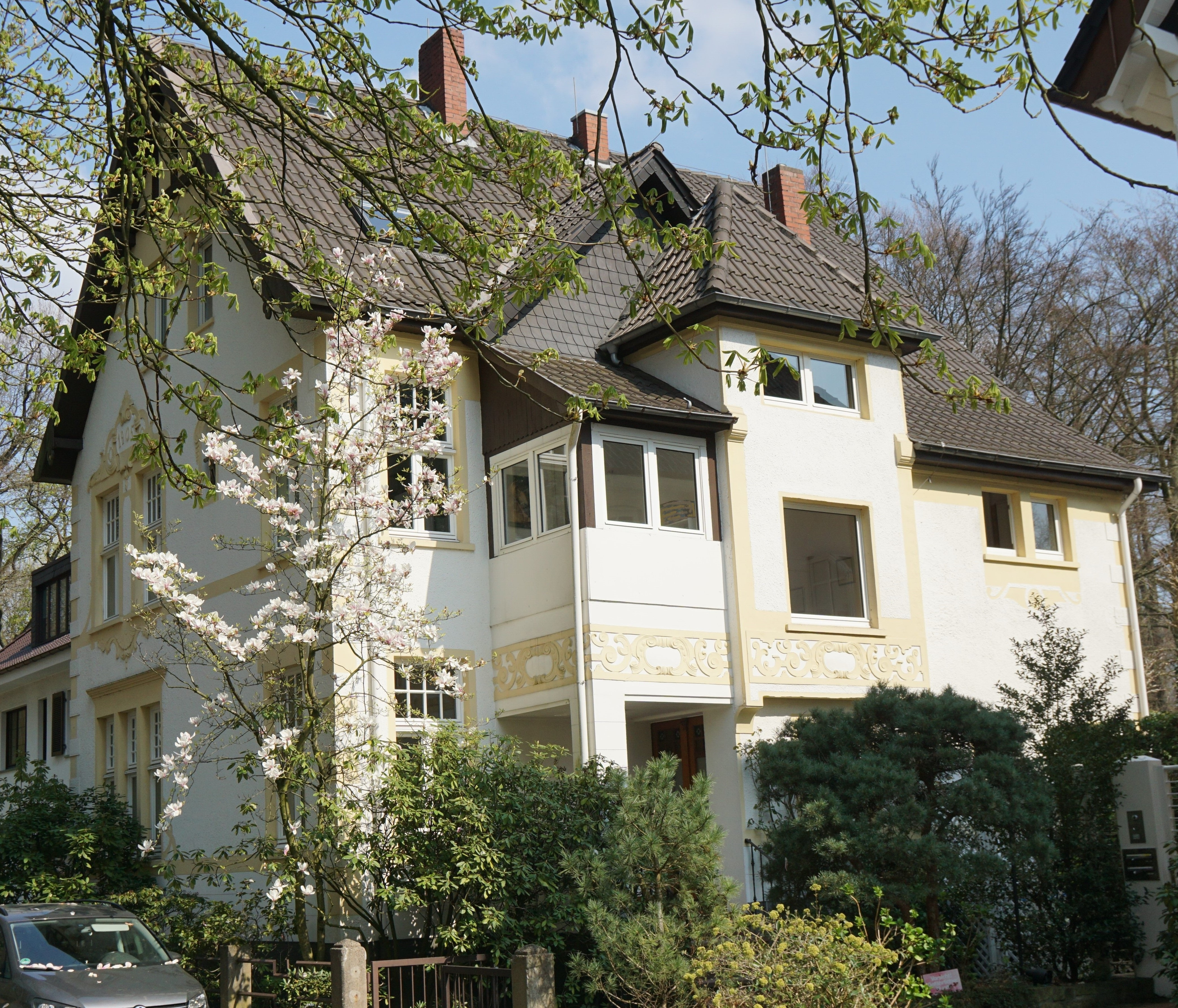
Hans Werner Henzes födelsehus i Gütersloh.

Hans Werner Henze föddes i Gütersloh, Westfalen, som det äldsta av sex barn till Franz Henze (1898–1945) och hans fru Margarete Adele, född Geldmacher (1907–1976). Henze visade tidigt intresse för konst och musik. Som tonåring ledde hans musikintresse och politiska åsikter honom i konflikt med den konservative fadern, som var medlem i NSDAP och ville skicka honom till en musikskola som drevs av Waffen-SS. Fadern Franz hade tjänstgjort i första världskriget och sårades i slaget vid Verdun. Han var lärare vid en fri, progressiv grundskola i Bielefeld. Skolan stängdes 1933 på order av regeringen eftersom dess progressiva stil inte var i linje med officiella åsikter. Franz Henze flyttade sedan till Dünne, en liten by nära Bünde, där han föll under förtrollningen av nazistisk propaganda. Böcker av judiska och kristna författare ersattes i Henze-hushållet med litteratur som återspeglade nazistiska åsikter; hela familjen förväntades anpassa sig till Franz nya tänkande. De äldre pojkarna, inklusive Hans, blev inskrivna i Hitlerjugend.
När Hans Werner Henzes homosexuella böjelse blev uppenbar sägs hans far ha sagt att "någon som han hör hemma i ett koncentrationsläger". Även om Henze-hushållet var fyllt med prat om aktuella frågor, kunde Hans också höra radiosändningar av klassisk musik (särskilt Mozart) och så småningom insåg hans far att hans son hade ett kall som musiker. Våren 1943 var Henze tvungen att lämna gymnasiet i Bielefeld på grund av otillräckliga prestationer och började studera piano och slagverk vid Braunschweigs statliga musikskola. Franz Henze gick tillbaka till armén 1943 och han skickades till östfronten, där han dog. I januari 1944 fick Hans Werner Henze avbryta sina studier efter att ha blivit inkallad till Reichsarbeitsdienst, och några månader senare utbildades han till radiooperatör i en pansarenhet i Wehrmacht. Erfarenheterna från denna tid ledde honom till en känsla av delaktighet, men också till ett livslångt passionerat förkastande av krig och fascism.
Henze ansökte om inträde i NSDAP den 18 januari 1944 och antogs den 20 april samma år (medlemsnummer 9 884 828). Henze förnekade att han någonsin hade ansökt om medlemskap i detta syfte.

### Efterkrigsåren 1945–1953 i Tyskland
Efter en kort period som brittisk krigsfånge, från vilken han släpptes i augusti 1945, försörjde sig Henze först som hjälparbetare, tolk och pianospelare, och 1945 blev han repetitör vid Stadttheater Bielefeld. Från våren 1946 fortsatte han sina studier för Wolfgang Fortner vid dåvarande högskolan för kyrkomusik i Heidelberg och i Fortners hemvist i Villa Braunbehrens. Redan vid 23 års ålder kallades han av pressen för "hans [Fortners] bästa student". Fortner vägrade dock att introducera Henze för tolvtonsmusiken: han kallade den "färdig", varpå studenten själv lärde sig Schönbergs kompositionsteknik innan han studerade den för René Leibowitz i Darmstadt och Paris 1949. I sina första kompositioner behandlade Henze aktivt tolvtonstekniken, men kombinerade den med neoklassisk stil, till exempel i 1:a symfonin och 1:a violinkonserten (1947).
Sadler's Wells Ballet besökte Hamburg 1948; detta inspirerade Henze att skriva en koreografisk dikt, Ballett-Variationen, som han slutförde 1949. Den första baletten han såg var Frederick Ashtons Scènes de Ballet. Han skrev ett tackbrev till Ashton och presenterade sig själv som en 22-årig kompositör. Nästa gång han skrev till Ashton bifogade han partituret till sin Ballett-Variationen, som han hoppades att Ashton skulle finna av intresse. Detta verk uruppfördes i Düsseldorf i september 1949 och sattes upp för första gången i Wuppertal 1958. 1948 blev Henze musikalisk assistent till Heinz Hilpert vid Theater Konstanz, och hans första opera Das Wundertheater (efter Miguel de Cervantes) skrevs. År 1950 flyttade han till Hessisches Staatstheater Wiesbaden som konstnärlig ledare och dirigent för baletten. Efter två radiooperor samt flera symfonier och solokonserter etablerade han sig slutligen som en av de ledande tonsättarna i sin generation med fullängdsoperan Boulevard Solitude, en modern version av Manon-Lescaut-materialet, som hade premiär i Hannover 1952.
Vid Internationella samfundet för samtida musik (ISCM World Music Days) framfördes följande verk av Henze: pianokonsert nr 1 i Oslo 1953, 5 Neapolitanischen Lieder i Zürich 1957, Nachtstücke und Arien für Sopran und Orchester i Rom/Neapel 1959, Antipode i London 1962 och Being Beauteous i Köpenhamn 1964. Henze framträdde också som dirigent vid ISCM World Music Days 1964 och som jurymedlem 1983.

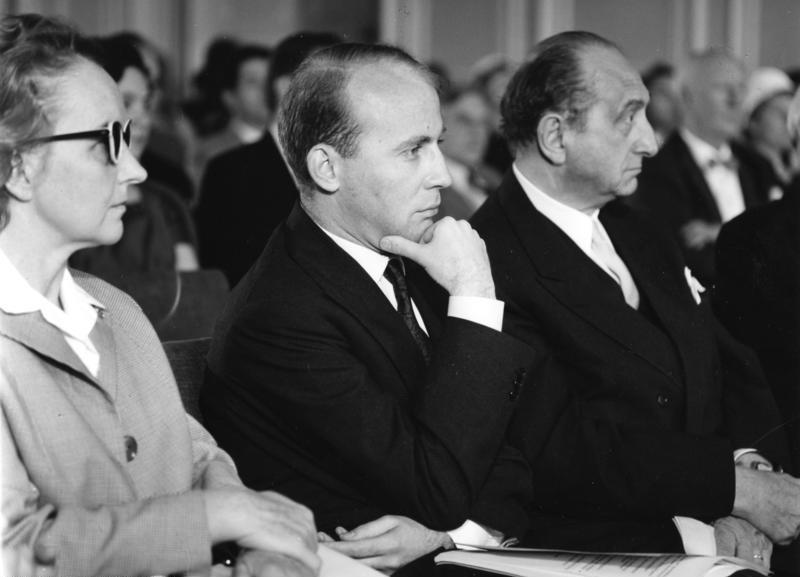
Hans Werner Henze, 1960

### Flytten till Italien 1953
Besviken över flera saker –  homofobin, det politiska klimatet i Västtyskland och delar av kritiken som under inflytande av Darmstadtskolan krävde en konsekvent seriell musik (vilket Henze uppfattade som en begränsning av kreativiteten) – lämnade han Tyskland 1953.  Hans förläggare, Schott Music, hade också erbjudit Henze ett förskott på royalties, på villkor att han lämnade sina dirigentposter för att fokusera på komposition.  Detta ekonomiska incitament gjorde det möjligt för Henze att flytta till Italien, där han stannade under större delen av sitt liv.
Han flyttade först till Forio på ön Ischia i Neapelbukten, där han upprätthöll livlig kontakt och utbyte med den lokala intellektuella kolonin (inklusive Wystan Hugh Auden, Golo Mann och William Walton). Henzes Quattro poemi för orkester 1955 klargjorde att han hade rört sig långt från Darmstadts avantgardeprinciper.
Från 1956 bodde han i Neapel, där han komponerade Fünf Neapolitanische Lieder (Cinque canzoni napoletane) för Dietrich Fischer-Dieskau. En senare vistelse i Grekland gav möjlighet att slutföra hans Hölderlin-baserade verk Kammermusik 1958, tillägnad Benjamin Britten och uruppförd av tenoren Peter Pears, gitarristen Julian Bream och en kammarensemble med åtta medlemmar. Senare flyttade han till Rom och Castel Gandolfo, tills han 1961 slutligen hittade sin permanenta bostad, en avskild villa, "La Leprara", i Marino i Albanobergen med utsikt över flodern Tibern söder om Rom. Den här gången signalerade också en stark lutning mot musik som involverar rösten. Inledningsvis drabbades han dock av ytterligare en besvikelse i och med den kontroversiella premiäreren av operan König Hirsch, baserad på en text av Carlo Gozzi, och baletten Maratona di danza, med libretto av Luchino Visconti. Men han inledde sedan ett långvarigt och fruktbart kreativt samarbete med poeten Ingeborg Bachmann, med vilken han bodde en tid. Bachmann skrev libretton till hans operor Der Prinz von Homburg (1958; efter Heinrich von Kleist) och Der junge Lord (1964; efter Wilhelm Hauff), Henze skrev musiken till hennes radiopjäs Die Zikaden (1954). Tillsammans skapade de Nachtstücke und Arien (1957) och Lieder von einer Insel  (1964).
Från 1962 till 1967 undervisade Henze mästarklasser i komposition vid Mozarteum i Salzburg, och 1967 blev han gästprofessor vid Dartmouth College i New Hampshire. En av hans största framgångar var premiären av operan Die Bassariden vid festspelen i Salzburg 1964.
Under den följande perioden stärkte han kraftigt sitt politiska engagemang som också påverkade hans musikaliska arbete. Till exempel misslyckades premiären av hans oratorium Das Floß der Medusa i Hamburg när hans medarbetare i Västberlin vägrade att uppträda under ett porträtt av Che Guevara och en revolutionär flagga hade placerats på scenen. [5] Hans politik påverkade också hans sjätte symfoni (1969), andra violinkonsert (1971), röster (1973) och hans stycke för talat ord och kammarorkester, El Cimarrón, baserat på en bok av den kubanska författaren Miguel Barnet om förrymda svarta slavar under Kubas koloniala period.
1964 träffade han den tjugoårige Fausto Moroni, som han senare skulle göra till sin adoptivson. Båda levde tillsammans fram till Moronis död 2007.
Henze gick med i det italienska kommunistpartiet (CPI); hans politiska engagemang skapade rubriker i Tyskland, till exempel 1968 då uruppförandet av oratoriet Das Floß der Medusa (med libretto av Ernst Schnabel) misslyckades eftersom Västberlins artister inte ville framträda under ett porträtt av Che Guevara och en röd fana, eller 1969/70 när han demonstrativt dök upp i Havanna, tog en lärartjänst och dirigerade uruppförandet av sin 6:e symfoni. Under denna tid skrev han också konserten El Cimarrón, där han tolkar en förrymd slavs livshistoria tillsammans med librettisten Hans Magnus Enzensberger. Med operan We Come to the River, baserad på Edward Bond, nådde Henzes sociokritiska konst ytterligare en topp 1976.
1976 grundade Henze Cantiere Internazionale d'Arte i Montepulciano som den första festivalen för spridning av Ny musik, där hans barnopera Pollicino hade premiär 1980. Från 1980 till 1991 ledde han en kompositionskurs vid Hochschule für Musik und Tanz Köln. 1981 grundade han Mürztaler Musikwerkstätten, 1984 Deutschlandsberg Jugendmusikfest och slutligen 1988 Münchenbiennalen, en "International festival för ny musikteater", vars konstnärliga ledning han 1996 lämnade över till Peter Ruzicka. Under tiden var hans egna operor återigen mer orienterade mot traditionella former, såsom Den engelska katten (1983, libretto av Edward Bond) och Das verratene Meer (1990, libretto av Hans-Ulrich Treichel baserat på romanen Gogo no Eiko av Yukio Mishima).

### Efter 1990
Mänsklig och politisk bekännelse präglade också hans sena verk, även om de var mindre kontroversiella. Henze skrev det så kallade Requiem (1992), bestående av nio sakrala konserter för piano, trumpet och kammarorkester, till minne av musikern Michael Vyner som dog i tidig ålder; Den 9:e symfonin för blandad kör och orkester (1995–1997) med vers av Hans-Ulrich Treichel baserad på romanen Det sjunde korset av Anna Seghers är en undersökning av tysk historia. Symfonin är tillägnad "den tyska antifascismens hjältar och martyrer". 1995 fick Henze Westfaliska musikpriset, som har burit hans namn sedan 2001. År 2000, på inbjudan av mecenaten Walter Fink, blev Henze den tionde kompositören i det årliga kompositörsporträttet i Rheingau Musik Festival. Bland annat framfördes hans Requiem, men på grund av sjukdom deltog han inte. Även efter det framfördes nya sceniska verk av Henze: vid festspelen i Salzburg 2003 L'Upupa und der Triumph der Sohnesliebe med kompositörens eget libretto, och 2006 den tredje definitiva versionen av Das verratene Meer. 
Henze bodde med sin partner och adoptivson Fausto Moroni (1944-2007) från början av sextiotalet. De hade träffats 1964 i en antikaffär. Moroni planerade och planterade trädgården runt La Leprara. Den 6 september 2007 ägde premiären av konsertoperan Phaedra (libretto: Christian Lehnert) rum på Berlins Staatsoper Unter den Linden; den framfördes av Ensemble Modern under ledning av Michael Boder. Under arbetet med operan drabbades Henze av ett allvarligt nervöst sammanbrott då han knappt talade och var tvungen att uppmuntras att äta. Moroni tog hand om Henze under hela konvalescenttiden. Kort tid efter att operan slutförts i april 2007 och strax efter Henzes plötsliga återhämtning, dog Moroni av långvarig cancer. Elogium Musicum (2008), för stor orkester och kör som sjunger Henzes egen latinska text, är ett minnesmärke över hans partner i mer än fyrtio år.
Fram till 1990-talet dirigerade Henze regelbundet, mestadels sina egna verk, och – mer sällan – även regisserade. Bland annat arbetade han med sin yngste bror, scenografen Jürgen Henze (* 1942), som också var assisterande scenograf för filmer av Rainer Werner Fassbinder (Berlin Alexanderplatz) och Andrzej Wajda (Eine Liebe in Deutschland).

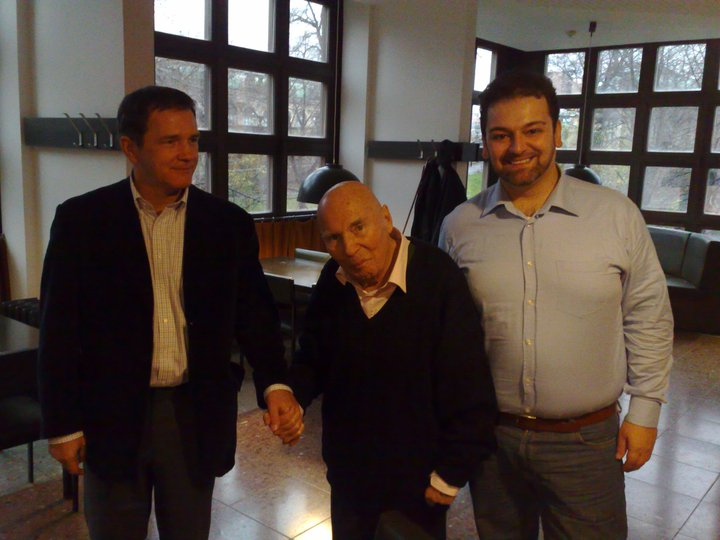
Assistenen Michael Kerstan, Hans Werner Henze och tenoren Giorgio Berrugi vid repetitionerna av Gisela! på Semperoper 2010.

Den 7 november 2004 blev Henze hedersdoktor i musikvetenskap i München. 1975 blev han hedersmedlem av Royal Academy of Music i London. Den engelska versionen av hans självbiografi, Bohemian Fifths, publicerades 1998.

### De sista åren
Redan hårt präglad av ålderdom och sjukdom kunde han ändå delta i en uppsättning av oratoriet Das Floß der Medusa (dirigerad av Simon Rattle), som Berlinerfilharmonikerna uppförde i samband med hans 80-årsdag 2006.
20 september 2010 uppfördes operan Gisela! på Semperoper i Dresden. Det skulle blir Henzes sista opera och blev på sätt och vis en parabel till Henzes eget liv – en person från norra Tyskland som förälskar sig i Italien.
Hans Werner Henze dog den 27 oktober 2012 vid 86 års ålder i Dresden. Strax innan, den 13 september, hade den första premiären för säsongen 2012/13 ägt rum på Semperoper med Henzes antikrigsopera We Come to the River i närvaro av kompositören. Henzes begravdes den 5 november 2012.

## Musiken
Henze har alltid motstått engagemanget för en viss stil eller teknik. I motsats till strömmen i den så kallade Darmstadtskolan avstod han från strikt seriell organisation av sina verk och komponerade eklektiskt. År 1967 sa han: "Snart kommer klustren, de seriella recitativen och happenings att ha uttömt sig för gott, och den unge kompositören kommer förgäves att leta efter mat till sin hungriga själ i en sådan ödemark." En viktig förebild för Henze var Igor Stravinskij, som vände sig till neoklassicism efter sin experimentella fas.
Tyngdpunkten i Henzes verk ligger på scenkompositioner, som tack vare tonsättarens enorma dramaturgiska känsla och den scenfärdiga blandningen av olika musikstilar och riktningar blivit ovanligt stora publika framgångar för samtida musikaliska verk. Under hela sitt liv var han öppen för musikalisk-litterär tradition och nutid och öppnade klassiska modeller i dialog med samtida författare: Grete Weil anpassade Manon Lescaut-materialet för honom, som redan hade tagits upp av librettisterna till Massenet och Puccini: Tillsammans med Ingeborg Bachmann upptäckte han nya möjligheter i texter av Heinrich von Kleist (Der Prinz von Homburg) och Wilhelm Hauff. Andra samarbetspartners till honom var författarna W. H. Auden, Hans Magnus Enzensberger, Edward Bond, Hans-Ulrich Treichel och Christian Lehnert. Hans intresse för "tillämpad konst" och massmedia ledde honom också till filmmusik; Här arbetade han bland annat med regissörerna Alain Resnais och Volker Schlöndorff.
Henze var en uttalat politisk konstnär som aldrig betraktade komponerandets till synes abstrakta tekniska aspekter som ett mål i sig, utan snarare som en möjlighet att ta ställning, t.ex. genom att skapa kontraster: till exempel tillskrivs konservativ tonalitet den reaktionära samhällsklassen i operan Boulevard Solitude, medan outsiders Manon och Des Grieux karakteriseras som progressiva med tolvtonsteknik; I We Come to the River förknippas våldets värld med elektroniskt förstärkta strängar och låg mässing på extrem volym. Jämförbara konflikter framträder i 9:e symfonin; den är "tillägnad den tyska antifascismens hjältar och martyrer".
Henze vände sig mot elitismen på den klassiska kulturscenen, men kastade inte bördan av den bildade borgerliga traditionen överbord som föråldrad, utan presenterade möjligheter för en upplyst, ofta lekfull och ironisk undersökning av historiska modeller från musik, litteratur och målning. Några exempel: I Den engelska katten tog Henze sin ledtråd från Ludwig van Beethovens Diabelli-variationer; i Das Floß der Medusa till ett libretto av Ernst Schnabel hänvisade han till målningen med samma namn av Théodore Géricault; i Tristan för piano, band och orkester använder en anonym florentinsk ballad från 1400-talet och motiv av Richard Wagner, Johannes Brahms och Frédéric Chopin; Ode an den Westwind anpassar dikten av Percy Bysshe Shelley; sologitarrverket Royal Winter Music är musikaliska porträtt av William Shakespeares dramatiska karaktärer i form av två sonater.
Henzes musik har införlivat neoklassicism, jazz, tolvtonsteknik, serialism och lite rock eller populärmusik. Även om han studerade atonalism tidigt i sin karriär, blev Henzes musik efter flytten till Italien 1953 betydligt mer neapolitansk i stilen. Hans opera König Hirsch ("Hjortkungen") innehåller frodiga, rika texturer. Denna trend förs vidare i den överdådiga balettmusik som han skrev för den engelska koreografen Frederick Ashtons Ondine, färdigställd 1957. Medan Felix Mendelssohn och Carl Maria von Weber var viktiga influenser, innehåller musiken till Ondine en del jazz och det finns mycket i den som påminner om Stravinskij - inte bara Stravinskij, den neoklassiska kompositören, utan också kompositören av Våroffer. Hans Maratona di danza, å andra sidan, krävde mycket tätare integration av jazzelement, komplett med ett band på scenen, vilket skilde sig mycket från den mer romantiska Ondine. Henze fick mycket av drivkraften för sin balettmusik från sitt tidigare arbete som balettrådgivare vid Hessisches Staatstheater Wiesbaden.
Texturerna för kantaten Kammermusik (1958, rev. 1963) är mycket hårdare; Henze återvände till atonalism i Antifone, och senare blev de andra stilarna som nämns ovan igen viktiga i hans musik.

## Verk (i urval)

### Operor, musikteater och andra dramatiska verk
- Das Wundertheater (1949), opera till libretto av tonsättaren efter Miguel Cervantes epos El retablo de las maravillas (1605).
- Die Gefangenen (1950)
- Der tolle Tag (1951; tillbakadragen)
- Ein Landarzt (1951), radioopera till libretto av tonsättaren efter novellen av Franz Kafka (1918).
- Boulevard Solitude (1952), opera till libretto av Grete Weil och Walter Jokisch efter Prévosts roman Manon Lescaut.
- Sodom und Gomorrha (1952)
- Das Ende einer Welt (1953), radioopera till libretto av Wolfgang Hildesheimer.
- Der sechste Gesang (1955)
- Die Zikaden (1955; tillbakadragen)
- König Hirsch (Kung Hjort) (1956), opera till libretto av Heinz von Cramer efter Carlo Gozzi.
- Der Prinz von Homburg (1960), opera till libretto av Ingeborg Bachmann efter Heinrich von Kleist.
- Elegi för unga älskande (Elegie für junge Liebende) (1961), opera till libretto av W.H. Auden och Chester Kallman.
- Les caprices de Marianne (1962; tillbakadragen)
- Muriel ou Le temps d'un retour (1963; filmmusik)
- Der Frieden (1964)
- Der junge Lord (Den unge lorden) (1965), opera till libretto av Ingeborg Bachmann.
- Die Bassariden (Backanterna) (1966), opera till libretto av W.H. Auden efter Euripides drama Backanterna.
- Der junge Törless (1966; filmmusik)
- Moralities (1967, premiär 1968; reviderad 1970)
- Das Floß der Medusa (1968), oratorium till libretto av Ernst Schnabel, tillägnat Che Guevara.
- El Cimarrón (1970–1971, musikverk)
- Der langwierige Weg in die Wohnung der Natascha Ungeheuer (1971)
- La Cubana, oder Ein Leben für die Kunst (1973, premiär 1974; kammarversion La piccola Cubana 1990-91)
- Katharina Blums förlorade heder (1975; filmmusik)
- We Come to the River (1976), opera till libretto av Edward Bond.
- Good-for-Nothing (1978; filmmusik)
- The Woman (1978; tillbakadragen)
- Orpheus (1978; Wienversion 1986)
- Pollicino (1979–80, premiär 1980)
- Montezuma (1980; filmmusik)
- Den engelska katten (Die englische Katze)  (1983), opera till libretto av Edward Bond efter Honoré de Balzac.
- Nach Lissabon (1982)
- Un amour de Swann (1983; filmmusik)
- L'amour à mort (1984)
- Das verratene Meer (Det förrådda havet) (1990), opera till libretto av Hans-Ulrich Treichel efter Yukio Mishimas roman Sjömannen som föll i onåd hos havet.
- Gogo No Eiko (1990, premiär av första versionen på tyska Deutsche Oper Berlin, 2006, premiär av andra versionen på japanska Festspelen i Salzburg)
- Venus und Adonis (1997), opera till libretto av Hans-Ulrich Treichel efter ett poem av Shakespeare.
- L'Upupa und der Triumph der Sohnesliebe (2003), opera med libretto av tonsättaren.
- Phaedra (2006), konsertopera till libretto av Christian Lehnert.
- Opfergang (2009), kantat med libretto av kompositören efter Franz Werfel
- Gisela! (2010), opera med libretto av kompositören

### Symfonier
- Symfoni nr 1 (1947; reviderad 1963, 1991, och 2005 — den sista versionen omdöpt till Kammerkonzert 05)
- Symfoni nr 2 (1949)
- Symfoni nr 3 (1949–50)
- Symfoni nr 4 (1955)
- Vokalsinfonie (1955; från König Hirsch)
- Symfoni nr 5 (1962)
- Symfoni nr 6 (1969; reviderad 1994)
- Symfoni nr 7 (1983–84)
- Symfoni nr 8 (1992–93)
- Symfoni nr 9 (1995–97)
- Symfoni nr 10 (1997–2000)

### Övriga verk för stor orkester
- Kammerkonzert (1946)
- Concertino (1947)
- Violinkoncert nr 1 (1947)
- Svit (1949)
- Pianokonsert nr 1 (1950)
- Sinfonische Variationen (1950; tillbakadragen)
- Sinfonische Zwischenspiele (1951)
- Tancredi (1952)
- Tanz und Salonmusik (1952; reviderad 1989)
- Ode an den Westwind för cello och orkester (1953)
- Quattro poemi (1955)
- Sinfonische Etüden (1956; reviderad som Drei sinfonische Etüden 1964)
- Maratona (1956)
- Jeux des Tritons (1956–57; reviderad 1967)
- Hochzeitsmusik (1957)
- Sonata per archi (1957–58)
- Drei Dithyramben (1958)
- Trois pas des Triton (1958)
- Undine, Svit nr 1 (1958)
- Undine, Svit nr 2 (1958)
- Antifone (1960)
- Los caprichos (1963)
- Zwischenspiele (1964)
- Mänadentanz (1965)
- In memoriam: die weisse Rose (1965)
- Kontrabaskonsert (1966)
- Doppio concerto (1966)
- Fantasia für Streicher (1966)
- Pianokonsert nr 2 (1967)
- Telemanniana (1967)
- Compases para preguntas ensimismadas (1969–70)
- Violinkonsert nr 2 (1971; reviderad 1991)
- Heliogabalus imperator, allegoria per musica (1971–72; reviderad 1986)
- Tristan (1972–3)
- Ragtimes and Habaneras (1975)
- Aria de la folía española (1977)
- Il Vitalino raddoppiato (1977)
- Apollo trionfante (1979)
- Arien des Orpheus (1979)
- Barcarola (1979)
- Dramatische Szenen aus ‘Orpheus’ I (1979)
- Spielmusiken (1979–80)
- Deutschlandsberger Mohrentanz no. 1 (1984)
- Kleine Elegien (1984–85)
- Englische Liebeslieder för cello och orkester (1984–85)
- Deutschlandsberger Mohrentanz no. 2 (1985)
- Fandango (1986 med Daniel Barenboim; reviderad 1992)
- Cinque piccoli concerti e ritornelli (1987)
- Requiem: 9 geistliche Konzerte (1990–93)
- La selva incantata, aria and rondo (1991)
- Introduktion, Thema und Variationen (1992)
- Appassionatamente, fantasia (1993–4)
- Seconda sonata per archi (1995)
- Erlkönig, fantasia (1996)
- Pulcinellas Erzählungen (1996)
- Sieben Boleros (1996)
- Violinkonsert nr 3, Three Portraits from T. Mann's Doktor Faustus (1996)
- Zigeunerweisen und Sarabanden (1996)
- Fraternité, air (1999)
- A Tempest, rounds (2000)
- Scorribanda Sinfonica (2000–01)
- L’heure bleue (2001)
- Sebastian im Traum (2004)
- Fünf Botschaften für die Königin von Saba (2004)

### Baletter
- Ballet-Variationen (1949, först iscensatt 1958; reviderad 1992)
- Jack Pudding (1949, premiär 1950; tillbakadragen)
- Das Vokaltuch der Kammersängerin Rosa Silber (1950, först iscensatt 1958; reviderad 1990)
- Le Tombeau d'Orphée (1950, tillbakadragen)
- Labyrinth (1951, premiär 1952; reviderad 1996)
- Der Idiot (1952, premiär 1952; reviderad 1990)
- Pas d’action (1952; tillbakadragen)
- Maratona (1956, premiär 1957)
- Undine (1956-7, premiär 1958)
- L’usignolo dell’imperatore (1959, premiär 1959)
- Tancredi (1964, premiär 1966)
- Orpheus (1978, premiär 1979)
- Le disperazioni del Signor Pulcinella, libretto av Sergio Sivori, (1992-5, premiär 1997; baletten är en utökad och reviderad version av Jack Pudding)
- Le fils de l'air (1995-6, premiär 1997)

### Körverk
- Fünf Madrigäle (1947)
- Chor gefangener Trojer (1948; reviderad 1964)
- Wiegenlied der Mutter Gottes (1948)
- Jüdische Chronik (1960)
- Novae de infinito laudes (1962)
- Cantata della fiaba estrema (1963)
- Lieder von einer Insel (1964)
- Muzen Siziliens (1966)
- Das Floß der Medusa (1968; reviderad 1990)
- Mad People's Madrigal (1974–6)
- Orpheus Behind the Wire (1981–3)
- Hirtenlieder (1993–5)
- Elogium Musicum (2008, till minne av Henzes partner Fausto Moroni)
- Der Opfergang (2010)
- An den Wind (2011)

### Verk för soloröst
- Sechs Lieder (1945; tillbakadragen)
- Whispers from Heavenly Death (1948; reviderad 1999)
- Der Vorwurf (1948; tillbakadragen)
- Apollo et Hyazinthus (1948–9)
- Chanson Pflastersteine (1950; tillbakadragen)
- Fünf neapolitanische Lieder (1956)
- Nachtstücke und Arien (1957)
- Kammermusik 1958 (1958; reviderad 1963)
- Drei Fragmente nach Hölderlin (1958)
- Three Arias (1960; reviderad 1993)
- Ariosi (1963)
- Being Beauteous (1963)
- Ein Landarzt (1964)
- Versuch über Schweine (1968)
- El Cimarrón (1969–70)
- Voices (1973)
- Heb doch die Stimme an (1975)
- Kindermund (1975)
- El rey de Harlem (1979)
- Three Auden Songs (1983)
- Drei Lieder über den Schnee (1989)
- An Sascha (1991)
- Zwei Konzertarien (1991)
- Lieder und Tänze (1992–3)
- Heilige Nacht (1993)
- Heimlich zur Nacht (1994)
- Nocturnal Serenade (1996)
- Sechs Gesänge aus dem Arabischen (1997–8)

### Kammarverk
- Kleines Quartett för oboe, violin, viola, och cello (1945; tillbakadragen)
- Sonata för violin och piano (1946)
- Sonatina för flöjt och piano (1947)
- Stråkkvartett nr 1 (1947)
- Kammersonate (1948; reviderad 1963)
- Stråkkvartett nr 2 (1952)
- Blåsarkvintett (1952)
- Concerto per il Marigny (1956; tillbakadragen)
- Quattro fantasie (1963)
- Divertimenti (1964)
- Der junge Törless (1966)
- L'usignolo dell'imperatore (1970)
- Fragmente aus einer Show för brasskvintett (1971)
- Prison Song (1971)
- Carillon, Récitatif, Masque (1974)
- Stråkkvartett nr 3 (1975–76)
- Amicizia! (1976)
- Stråkkvartett nr 4 (1976)
- Stråkkvartett nr 5 (1976)
- Konzertstück (1977–85)
- L'autunno (1977)
- Trauer-Ode für Margaret Geddes (1977)
- Sonata för viola och piano (1978–79)
- Sonatina för violin och piano (1979) [från operan Pollicino]
- Le miracle de la rose (Imaginäres Theater II) för klarinett och 13 musiker (1981)
- Variation för brasskvintett (1981)
- Von Krebs zu Krebs (1981)
- Canzona (1982)
- Sonata för piccolatrumpet, 2 trumpeter, flygelhorn, bastrumpet, 2 tromboner och bastrombon (1983)
- Sonata för flöjt, klarinett, violin, cello, slagverk och piano [från filmmusiken tull L'amour à mort] (1984)
- Selbst- und Zwiegespräche (1984–85)
- Ode an eine Äolsharfe (1985–86)
- Eine kleine Hausmusik (1986)
- Allegra e Boris (1987)
- Fünf Nachtstücke (1990)
- Paraphrasen über Dostojewsky (1990)
- Pianokvintett (1990–91)
- Adagio för stråksextett (1992)
- Adagio, Serenade (1993)
- Drei geistliche Konzerte (1994–6)
- Notturno (1995)
- Leçons de danse (1996)
- Minotauros Blues (1996)
- Neue Volkslieder und Hirtengesänge (1996)
- Voie lactée ô soeur lumineuse (1996)
- Drei Märchenbilder för 2 gitarrer (1997) [arr. J. Ruck från operan Pollicino]
- Ein kleines Potpourri för flöjt, vibrafon, harpa och piano (2000) [från operan Boulevard Solitude]

### Soloinstrument
- Sonatina för piano (1947; tillbakadragen)
- Serenade, för cello (1949)
- Variationen, för piano (1949)
- Drei Tentos, för gitarr (1958; från Kammermusik)
- Pianosonata (1959)
- Six Absences, för cembalo (1961)
- Lucy Escott Variations, för cembalo eller piano (1963)
- Memorias de ‘El Cimarrón’, för gitarr (1970)
- Sonatina för trumpet (1974)
- Royal Winter Music, Sonata No. 1, för gitarr (1975–1976)
- Capriccio för cello (1976; reviderad 1981)
- Sonata för violin (1976–1977; reviderad 1992)
- Ländler för violin (1977; tillbakadragen)
- S. Biagio 9 agosto ore 12.07 för kontrabas (1977)
- Five Scenes from the Snow Country för marimba (1978)
- Margareten-Walzer för piano (1978)
- Epitaph, för cello (1979)
- Etude philarmonique, för violin (1979)
- Royal Winter Music, Sonata No. 2, fr gitarr (1979)
- Toccata senza fuga, för orgel (1979; från Orpheus)
- Drei Märchenbilder, för gitarr (1980; från Pollicino)
- Sechs Stücke für junge Pianisten, för piano (1980; från Orpheus)
- Cherubino, 3 miniatyrer för piano (1980–1981)
- Euridice, för cembalo (1981; reviderad 1992; från Pollicino)
- Une petite phrase, för piano (1984; från filmmusiken till Un amour de Swann)
- Serenade, för violin (1986)
- La mano sinistra, för piano vänsterhand (1988)
- Piece for Peter, för piano (1988)
- Clavierstück, för piano (1989)
- Für Manfred, för violin (1989)
- Das Haus Ibach, för piano (1991)
- Pulcinella disperato, fantasia, arrangement för piano (1991–1992; från Le disperazioni del Signor Pulcinella))
- Minette, arrangement för cittra och för gitarr (1992; från Den engelska katten)
- An Brenton, för viola (1993)
- Für Reinhold, för piano (1994)
- Toccata mistica, för piano (1994)
- Serenata notturna, för piano (1996; arrangement av Notturno)
- Olly on the Shore, för piano (2001)
- Scorribanda pianistica, för piano (2003)

### Arrangeringar
- Die schlafende Prinzessin (1951; tillbakadragen)
- Don Chisciotte (1976)
- Jephte (orat, orch of Carissimi) (1976)
- Wesendonck-Lieder (1976)
- Il ritorno d'Ulisse in patria (1981)
- I sentimenti di Carl Philipp Emanuel Bach (1982)
- Der Mann, der vom Tode auferstand (1988)
- Fürwahr …?! (1988)
- Drei Mozartsche Orgelsonaten (1991)
- Il re Teodoro in Venezia (1991–1992)
- Drei Orchesterstücke (1995)
- Richard Wagnersche Klavierlieder (1998–1999)